# Grünwaldsee
Grünwaldsee är en sjö i Österrike.   Den ligger i förbundslandet Salzburg, i den centrala delen av landet, 240 km sydväst om huvudstaden Wien. Grünwaldsee ligger 2 023 meter över havet.
Trakten runt Grünwaldsee består i huvudsak av gräsmarker. Runt Grünwaldsee är det glesbefolkat, med 20 invånare per kvadratkilometer.